# Thomas Chippendale
Thomas Chippendale (ur. w czerwcu 1718, zm. w listopadzie 1779) – brytyjski projektant mebli (ebenista).   

## Życiorys
Pochodził z rodziny zajmującej się handlem drewnem. Prawdopodobnie nauczył się wytwarzania mebli od swojego ojca, Johna Chippendale (1690–1768). Początkowo pracował jako wędrowny wytwórca kabinetów. W 1754 opublikował pierwszą w historii książkę o projektowaniu mebli  The Gentleman and Cabinet Maker's Director. Publikacja ta stała się wzorcem dla innych wytwórców kabinetów a jej francuskie tłumaczenie posiadali Katarzyna II i Ludwik XVI. Meble wzorowane na pracach Chippendale`a produkowano w Lizbonie, Kopenhadze, Hamburgu, Dublinie. Jego dzieło kontynuował syn Thomas junior (1749-1822).

## Styl i główne dzieła
Chippendale łączył w swej twórczości różne style: angielski z głębokim rzeźbieniem w drewnie, francuskie rokoko w stylu Ludwika XV,  meble stylu chińskim oraz gotyk z ostrymi łukami. Od jego nazwiska pochodzi nazwa stylu w meblarstwie - chippendale.
Najważniejsze dzieła, umeblowanie rezydencji:
- Nostell Priory, Yorkshire
- Blair Castle, Perthshire(1758);
- Wilton House (ok. 1759–1773);
- Mersham Le Hatch, Kent (1767–79);
- Normanton Hall, Rutland (1768–78)
- Harewood House, Yorkshire (1767–78);
- Newby Hall, Yorkshire (c 1772–76);
- Temple Newsam, Yorkshire (1774);
- Paxton House, Berwickshire, Szkocja(1774–91);
- Burton Constable Hall, Yorkshire (1768–79);
- Petworth House, Sussex (1777–79).
- Dumfries House, Ayrshire, Szkocja.